# Anthony Stewart
Anthony Stewart (ur. 1 maja 1985 w LaSalle, Montreal, Quebec) – kanadyjski hokeista pochodzenia jamajskiego.
Jego brat Chris (ur. 1987) także jest hokeistą.

## Kariera klubowa
- North York Canadiens (2000-2001)
- St. Michael's Buzzers (2001)
- Kingston Frontenacs (2001-2005)
- San Antonio Rampage (2005)
- Florida Panthers (2005-2009)
  -  Rochester Americans (2005-2008)
- Chicago Wolves (2009–2010)
- Atlanta Thrashers (2010–2011)
- Carolina Hurricanes (2011–2012)
- Nottingham Panthers (2012)
- Manchester Monarchs (2013)
- Awtomobilist Jekaterynburg (2013)
- Fribourg-Gottéron (2013–2014)
- Rapperswil-Jona Lakers (2014)
- KHL Medveščak Zagrzeb (2014)
- Jonquière Marquis (2016-)

Wychowanek Toronto Jr. Canadiens. Przez cztery sezony występował w kanadyjskich juniorskich rozgrywkach OHL w ramach CHL (w tym dwa ostatnie lata jako kapitan drużyny). Następnie grał w amerykańskich ligach AHL i NHL. Od września 2012 na okres lokautu w sezonie NHL (2012/2013) związany kontraktem z brytyjskim klubem Nottingham Panthers w lidze Elite Ice Hockey League. We wrześniu 2013 nie uzyskał kontraktu z klubem NHL, San Jose Sharks, po czym od października 2013 zawodnik rosyjskiej drużyny Awtomobilist Jekaterynburg w rozgrywkach KHL. Kontrakt rozwiązano w grudniu 2013 (w 19 meczach Stewart zdobył 2 punkty). Od połowy grudnia 2013 do końca stycznia 2014 związany miesięcznym kontraktem próbnym ze szwajcarskim klubem Fribourg-Gottéron w rozgrywkach NLA, który nie zakończył się pozytywnie. Od końca lutego 2014 zawodnik Rapperswil-Jona Lakers w tej samej lidze. Od sierpnia 2014 zawodnik KHL Medveščak Zagrzeb. Po dwunastu meczach okresu próbnego nie podpisano z nim kontraktu i zwolniono. Od stycznia 2016 zawodnik Jonquière Marquis w lidze North American Hockey League.

## Sukcesy

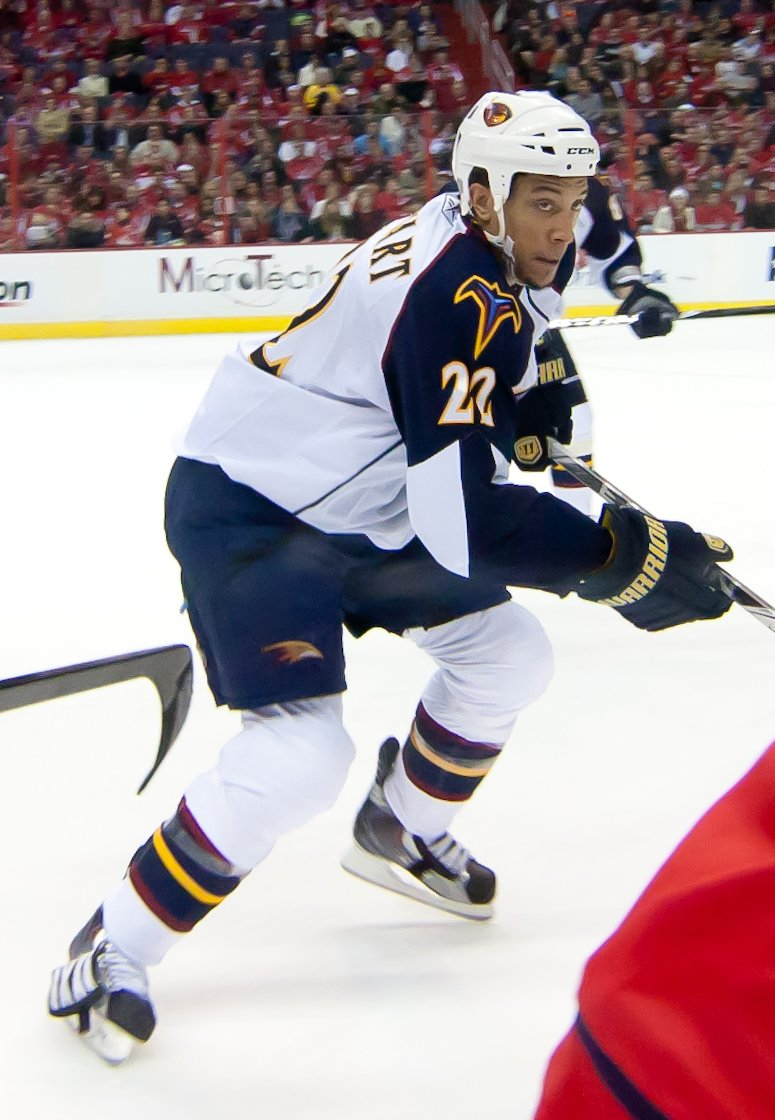
Anthony Stewart w barwach Atlanta Thrashers (2010)

Reprezentacyjne
- Złoty medal mistrzostw świata juniorów do lat 18: 2003
- Srebrny medal mistrzostw świata juniorów do lat 20: 2004
- Złoty medal mistrzostw świata juniorów do lat 20: 2005

Indywidualne
- Sezon CHL 2002/2003:
  - CHL Top Prospects Game
- Mistrzostwa świata juniorów do lat 18 w 2003:
  - Skład gwiazd turnieju
- Mistrzostwa świata juniorów do lat 20 w 2004:
  - Pierwsze miejsce w klasyfikacji asystentów turnieju: 6 asyst
  - Pierwsze miejsce w klasyfikacji +/- turnieju: +11